# Rubisco
Rubisco, ook wel RuBisCo, afkorting voor ribulose-1,5-bifosfaat carboxylase oxygenase, is het bekendste en tevens cruciale enzym in alle mogelijke vormen van fotosynthese (C3, C4 en CAM). Het grootste deel van de biomassa aanwezig op aarde is ooit dit enzym gepasseerd, aangezien dit de belangrijkste reactie is voor het fixeren van koolstofdioxide en dus de opbouw van biomassa uit zonne-energie.

## Eigenschappen
Het is een enzym dat waarschijnlijk al even lang bestaat als de fotosynthese, zoals later toegelicht denkt men dat dit enzym niet veel veranderd is sinds zijn ontstaan. Het is een vrij groot enzym (560 kDa), en vereist veel stikstof bij de synthese. Het bestaat uit 8 grote (56 kDa) en 8 kleine (14 kDa) subunits, respectievelijk de L en de S-subunits genoemd. De kleine subunits zijn gecodeerd door het rbcS-gen op het nucleair DNA; de grote daarentegen worden afgeschreven van het rbcL-gen op het chloroplast-DNA.

## Functies

Rubisco in de Calvincyclus

### Carboxylatie
Dit enzym katalyseert (tegenwoordig vooral) de carboxylatie (aanhechten van een koolstofdioxide) van ribulose-1,5-difosfaat, waardoor er een C6-suiker gecreëerd wordt, die verder gebruikt kan worden in de opbouw van biomassa. Die C6-suiker zal onmiddellijk uiteenvallen in twee dezelfde C3-suikers, namelijk 3-fosfo-glyceraat.

### Oxygenatie
Zoals de naam reeds verraadt, kan dit enzym nog andere functies vervullen buiten carboxylatie, namelijk oxygenatie; dit is het verbruiken van zuurstof met productie van koolstofdioxide tot gevolg.

### Evolutionaire hypothese
In de tijd dat dit enzym ontstond in de evolutie, was de oxygenatie-functie noodzakelijk aangezien er toen beperkende zuurstofomstandigheden heersten (2% zuurstofconcentratie 3,5 mega-annum geleden; 21% is de huidige zuurstofconcentratie). In de huidige tijd is zuurstof geen beperkende factor meer, waardoor deze functie overbodig, en vooral parasitair is geworden, aangezien het koolstof gebruikt dat juist gefixeerd werd. Op die manier snoept het energie af van de reactie die wel nodig is. Dit enzym bestond al ettelijke miljoenen jaren, alvorens om deze reden deze tweede functie overbodig werd; waarschijnlijk is hierdoor dit enzym niet onderhevig aan evolutie en blijft het in dezelfde structuur en aminozuursamenstelling bestaan. Er zijn twee mogelijke omzeilingen gekend van deze functie, die op meerdere malen en op verschillende momenten in de evolutie zijn ontstaan; namelijk CAM en C4-fotosynthese.

## Functiewijziging van Rubisco
Sommige planten hebben een wijziging ondergaan, waardoor deze tweede functie van Rubisco geen rol meer speelt. Ze creëren een koolstofdioxide-rijk milieu rond het enzym, waardoor de functie efficiënt wordt uitgevoerd.

### CAM-planten
Deze planten leven meestal in droge gebieden (bv. woestijnen) en zouden uitdrogen indien ze hun stomata overdag zouden laten openstaan. Maar de koolstofdioxide-fixatie is een lichtafhankelijk proces; daarom dient het enzym een manier te hebben om toch een constant milieu te behouden voor Rubisco. Hiertoe dient de koolstofdioxide-opname en de koolstofdioxide-fixatie wordt in tijd gescheiden. De plant zal 's nachts zijn huidmondjes (stomata) openzetten en koolstofdioxide opnemen en tijdelijk opslaan onder de vorm van malaat (appelzuur) in daarvoor bestemde vacuolen. Overdag zal hij terug koolstofdioxide afsplitsen en gebruiken voor de fixatie.

### C4-planten
Deze planten dienen om dezelfde redenen Rubisco een koolstofdioxide-rijke omgeving aan te bieden, en doen dit door het scheiden van de koolstofdioxide-opname en -fixatie, scheiden in ruimte. Door een speciale anatomie (Kranz-anatomie; Duits voor "krans") van concentrische ringen cellen rond de eigenlijke cellen waar de fixatie gebeurt, kan dit opgelost worden.

## Klimaatverandering
De mondiale koolstofdioxideconcentraties stijgen en dit heeft als gevolg het versterkte broeikaseffect en stijgende temperaturen. De effecten op fotosynthetiserende planten en bijhorende Rubisco zijn tweedelig. Enerzijds is het een gegeven dat de oxygenase-activiteit sneller zal plaatsvinden indien de temperatuur stijgt. Anderzijds zal de carboxylase-activiteit toenemen wanneer de koolstofdioxideconcentratie stijgt (volgens de wet van Le Chatelier). Men kan hier duidelijk zien dat het effect van Global Warming tweesnijdend is; momenteel is nog niet bekend hoe deze tweestrijd zich zal uitpakken op mondiaal niveau.
anoxygene fotosynthese · caroteen · carotenoïde · bladgroenkorrel · chloroplast · bladgroen · chlorofyl · fotosynthese · fotosynthetisch pigment · thylakoïde · xanthofyl
Archaeplastida · algen · blauwalgen · Elysia chlorotica
fotoautotroof · fototroof
lichtreacties · fotosysteem I · fotosysteem II · fotolyse van water · Calvincyclus · redoxreactie · rubisco
Jan Baptista van Helmont · Jan Ingenhousz · Joseph Priestley · Theodor Wilhelm Engelmann · Melvin Calvin